# Bendigo Stock Exchange
Bendigo Stock Exchange (w skrócie BSX) jest niewielką giełdą papierów wartościowych zlokalizowaną w Bendigo w stanie Wiktoria w Australii.
Giełda powstała w 1860 jako Sandhurst Mining Exchange, aby umożliwić handel udziałami w działających w okolicy przedsiębiorstwach wydobywczych. Okres rozkwitu przeżywała w latach 70. XIX wieku. W listopadzie 1871 notowane były na niej akcje 1310 spółek.
Obecnie giełda w Bendigo przeznaczona jest głównie dla małych i średnich przedsiębiorstw.